# 2022年第32-FZ號聯邦法律
2022年3月4日第32-FZ号联邦法律是《俄羅斯联邦刑法》与《俄罗斯联邦刑事诉讼法》的第31条和第151条的联邦法律修正案（部分媒体称之为“假新闻法”或“军事审查法”），该法律规定如果该国公民蓄意散布有关俄罗斯联邦武装力量用兵情况的虚假信息或出现意图诋毁俄罗斯联邦武装力量的公开行动，应承担刑事责任。该法是在俄罗斯入侵乌克兰后的2022年3月4日通过的。该法通过后，俄罗斯的许多媒体和服务机构的运作被迫终止运营。

## 采用
该法案于俄罗斯入侵乌克兰开始一周后通过，在此背景下，该国开始了许多反对军事行动的抗议活动。此前， 联邦通信、信息技术和大众传媒监督局就要求报道乌克兰事件的媒体只能使用俄罗斯官方消息来源，否则威胁要封锁违反规定的媒体。
该法案由俄罗斯联邦国家杜马、联邦委员会审议，并在短短两天内由总统签署：
- 2022年3月3日- 由维亚切斯拉夫·维克多洛维奇·沃洛金、根纳季·久加诺夫、弗拉基米尔·沃尔福维奇·日里诺夫斯基提交给国家杜马、谢尔盖·涅韦罗夫、谢尔盖·米罗诺夫、伊万·梅利尼科夫、亚历山大·德米特里耶维奇·茹科夫、安德烈·伊萨耶夫、彼得·托尔斯泰和联邦委员会成员瓦莲京娜·马特维延科。
- 2022年3月4日 ——二读一致通过，在联邦委员会会议上审议，由总统签署并公布；[2][3]当日即正式生效。

## 法律内容
该法案修订并补充了俄罗斯联邦刑法典第207.3条“公开传播关于使用俄罗斯联邦武装部队的虚假信息”。它规定了传播关于俄罗斯联邦武装部队行动的虚假信息的刑事责任，该条规定的最高刑罚是15年监禁。俄罗斯联邦刑法典第280.3条也出现，规定对抹黑俄罗斯联邦武装部队的责任，以及俄罗斯联邦刑法典第284.2条规定最高三年监禁的责任俄罗斯公民呼吁对俄罗斯、俄罗斯公民或俄罗斯法人实施制裁。
半年前，在本国政治危机下，白俄罗斯也通过了类似的法律。
《俄罗斯联邦行政违法法典》补充了类似的条款，规定了俄罗斯联邦刑法典第 207.3 和 284.2 条规定的行为的行政责任，如果这些行为不包含应受刑事处罚的行为的迹象。

## 案例
2023年，在玛莎·莫斯卡列娃案中，图拉州小学生玛莎·莫斯卡列娃因绘制了一幅反战画作导致她的父亲因此被判入狱两年，玛莎则被送进儿童监管机构。